# Su'ao
Su'ao (kinesiska: 苏澳) är en köping i sydöstra Kina. Den ligger på Pingtanön i Pingtan härad i centrala Fuzhou i provinsen Fujian, omkring 65 kilometer sydost om provinshuvudstaden Fuzhou. Antalet invånare är 17 834. Befolkningen består av 9 322 kvinnor och 8 512 män. Barn under 15 år utgör 19,0 %, vuxna 15-64 år 68 %, och äldre över 65 år 11,0 %.